# فرانزیسکا وبر
فرانزیسکا وبر (آلمانی: Franziska Weber؛ زادهٔ ۲۴ مهٔ ۱۹۸۹) قایقران کایاک اهل آلمان است.
وی همچنین برندهٔ جوایزی همچون برگ بوی نقره‌ای شده‌است.
وی در مسابقات کشوری و بین‌المللی در مجموع برندهٔ ۱۱ مدال طلا، ۲۰ مدال نقره، ۵ مدال برنز شده‌است.